# 18-я стрелковая дивизия (3-го формирования)
18-я стрелковая дивизия — стрелковое формирование (стрелковая дивизия, соединение) РККА Вооружённых сил Союза ССР, в Великой Отечественной войне.
Полное действительное наименование, по окончании Великой Отечественной войны — 18-я Мгинская Краснознамённая орденов Суворова и Кутузова стрелковая дивизия. В действующей Красной армии соединение находилось в периоды времени:
- с 12 июля по 18 сентября 1942 года;
- с 14 декабря 1942 года по 14 ноября 1944 года;
- с 29 января по 9 мая 1945 года[1].

## История
23 февраля 1942 года 18-й стрелковой дивизии торжественно вручили гвардейское знамя, присвоив новый войсковой номер, она стала именоваться 11-я гвардейская стрелковая дивизия. В это же время поступили указания на формирование новой 18-й стрелковой дивизии. Новая 18-я стрелковая дивизия формировалась в Рязани, с февраля по май 1942 года, в Московском военном округе (МВО) на базе кадра 16-й сапёрной бригады.
К 10 июля 1942 года дивизия была передислоцирована под Сталинград в резерв Сталинградского фронта, затем была переведена в состав 4 танковой армии. 22 июля 1942 года дивизия заняла оборонительные рубежи, принимала участие в контрударе, в результате которого были выведены из окружения остатки двух советских дивизий. С 3 по 12 августа дивизия вела напряжённые бои в малой излучине Дона северо-западнее Сталинграда. Дивизия выдержала тяжёлые оборонительные бои с 15 по 16 августа 1942 года и сделала безуспешный контрудар 17 августа 1942 года. На состояние на 21 августа 1942 года дивизия отходила на северо-восток, 23 сентября 1942 года из-за больших потерь была выведена в резерв.
В дальнейшем дивизия принимала участие в прорыве блокады Ленинграда. С 13 по 14 января 1943 года дивизия прорвалась к Рабочему посёлку № 5, вследствие данного наступления дивизия с востока соединилась с войсками Ленинградского фронта, наступавшими с запада частями Красной армии и разорвала кольцо блокады.
Воинами 18-й стрелковой дивизии был захвачен первый экземпляр тяжёлого танка PzKpfw VI («Тигр»).
В дальнейшем формирование принимало участие в Свирско-Петрозаводской наступательной операции. В конце сентября 1944 года соединение вышло на советско-финскую границу юго-западнее города Сортавала. Затем дивизия была выведена в резерв фронта, а 15 ноября 1944 года — в резерв Ставки ВГК, после чего принимала участие в Восточно-Померанской наступательной операции.
За овладение городом и военно-морской базой Гдыня была награждена орденом Кутузова 2-й степени (17.5.1945).
После войны в составе Северной группы войск дислоцировалась на острове Борнхольм в Дании. В июне 1946 года, в качестве доброй воли руководства Советского Союза стрелковая дивизия была выведена на Европейский материк, в Союз ССР, и расформирована.

## В составе
- Сталинградский фронт, 4-я танковая армия — на июль 1942 года
- Резерв Ставки Верховного Главнокомандования, 1-я резервная армия — на 1 октября 1942 года
- Волховский фронт, 2-я ударная армия — на 1 января 1943 года
- Волховский фронт, 8-я армия — на 1 января 1944 года
- Ленинградский фронт, 67-я армия, 110-й стрелковый корпус — на 1 апреля 1944 года
- Карельский фронт, 7-я армия, 99-й стрелковый корпус — на 1 июля 1944 года
- Карельский фронт, 7-я армия, на 1 октября 1944 года
- Резерв Ставки Верховного Главнокомандования, 19-я армия — на 1 января 1945 года
- 2-й Белорусский фронт, 13-я армия, 132-й стрелковый корпус — на 1 апреля 1945 года
- Северная группа войск — на 1 июня 1946 года

## Состав
- управление
- 414-й стрелковый полк
- 419-й стрелковый полк
- 424-й стрелковый полк
- 1027-й артиллерийский полк
- 7-й учебный батальон
- 359-й отдельный истребительно-противотанковый дивизион
- 458-я зенитная батарея (до 10.03.1943),
- 200-й пулемётный батальон (с 14.12.1942 по 10.03.1943)
- 121-я отдельная разведывательная рота
- 72-й отдельный сапёрный батальон
- 714-й (588-й) отдельный батальон связи (140-я отдельная рота связи)
- 83-й медико-санитарный батальон
- 26-я отдельная рота химический защиты
- 526-я автотранспортная рота
- 370-я полевая хлебопекарня
- 841-й дивизионный ветеринарный лазарет
- 1826-я полевая почтовая станция
- 1149-я полевая касса Госбанка

Периоды вхождения в состав Действующей армии:
- 12 июля 1942 года — 18 сентября 1942 года;
- 14 декабря 1942 года — 14 ноября 1944 года;
- 29 января 1945 года — 9 мая 1945 года.[1]

## Командование

### Командиры
- Серёгин, Иван Федотович (28.02.1942 — 25.08.1942), полковник.
- Стребков, Пётр Денисович (26.08.1942 — 03.10.1942), подполковник.
- Овчинников, Михаил Николаевич (04.10.1942 — 20.11.1943), генерал-майор.
- Абсалямов, Минзакир Абдурахманович (21.11.1943 — 24.08.1944), генерал-майор.
- Полувешкин, Пётр Васильевич (25.08.1944 — 12.08.1945), полковник[5].
- Якушов, Александр Васильевич (??.07.1945 — ??.06.1946), генерал-майор.

### Заместители командира
- Дегтярёв, Николай Николаевич (30.07.1945 — ??.06.1946), полковник

## Награды
| Награда (наименование)           | Дата награждения                                                  | За что награждена |
| -------------------------------- | ----------------------------------------------------------------- | --- |
| Почётное наименование «Мгинская» | Приказ Верховного Главнокомандующего № 062 от 22 января 1944 года | За отличие в боях при освобождении посёлка Мга. |
| Орден Красного Знамени           | Указ Президиума Верховного Совета СССР от 29 января 1944 года     | За образцовое выполнение боевых заданий командования на фронте борьбы с немецкими захватчиками и проявленные при этом доблесть и мужество.                                                                         |
| Орден Суворова II степени        | Указ Президиума Верховного Совета СССР от 2 июля 1944 года        | За образцовое выполнение боевых заданий командования в боях с немецко-финскими захватчиками при форсировании реки Свирь, прорыве сильно укреплённой обороны противника и проявленные при этом доблесть и мужество. |
| Орден Кутузова II степени        | Указ Президиума Верховного Совета СССР от 17 мая 1945 года        | За образцовое выполнение боевых заданий командования на фронте борьбы с немецкими захватчиками при овладение городом и военно-морской базой Гдыня и проявленные при этом доблесть и мужество.                      |

## Отличившиеся воины
- Пешин, Пётр Васильевич, сержант, помощник командира взвода 424-го стрелкового полка.[11]
- Полыгалов, Василий Афанасьевич, старший лейтенант, командир роты 419-го стрелкового полка.
- Спирин, Василий Романович, ефрейтор, стрелок 419-го стрелкового полка.